# Cyathea albifrons
Cyathea albifrons là một loài dương xỉ trong họ Cyatheaceae. Loài này được Vieill. ex E. Fourn. mô tả khoa học đầu tiên..
Danh pháp khoa học của loài này chưa được làm sáng tỏ. 